# Frédérique Rol
Frédérique Rol (* 26. Mai 1993 in Pully, Bezirk Lavaux-Oron) ist eine Schweizer Ruderin. Sie gewann 2018 und 2019 bei den Europameisterschaften die Bronzemedaille im Leichtgewichts-Doppelzweier.

## Karriere
Frédérique Rol lernte das Rudern bei der Section Aviron von Lausanne-Sports und startete ab 2008 auf nationalen Regatten. 2011 gewann sie noch als Juniorin ihren ersten Schweizer Meistertitel im Doppelvierer der Seniorinnen. Anschliessend feierte sie ihr internationales Debüt bei den Junioren-Weltmeisterschaften in Eton. Zusammen mit Patricia Merz, Josephine Galantay und Adeline Seydoux belegte sie im Doppelvierer den zweiten Platz im B-Final und erreichte damit den achten Platz. Im Juli 2012 startete sie mit Patricia Merz im Leichtgewichts-Doppelzweier bei der U23-Weltmeisterschaft. Die beiden qualifizierten sich für den A-Final, wo sie den sechsten und damit letzten Platz belegten.
Im Jahr 2013 traten die beiden erstmals bei den Europameisterschaften an. Im Leichtgewichts-Doppelzweier erreichten sie den dritten Platz im B-Final und damit den neunten Platz. Auch dieses Jahr gingen die beiden wieder bei der U23-Weltmeisterschaft an den Start. Wie schon im Vorjahr erreichten sie den sechsten Platz im A-Final. 2014 erreichten Merz und Rol erneut den neunten Platz bei den Europameisterschaften. Anschliessend starteten die beiden beim zweiten Ruder-Weltcup der Saison auf dem Lac d’Aiguebelette in Haute-Savoie. Mit dem zweiten Platz im C-Final schlossen sie den Wettbewerb auf dem 14. Platz ab. Bei den Schweizer Meisterschaften gewann sie zwei Titel, im Leichtgewichts-Einer und im Doppelzweier. Ende Juli startete sie wieder mit Patricia Merz bei der U23-Weltmeisterschaft. Im A-Final verpassten die beiden als Vierte, eine halbe Sekunde hinter den Australierinnen, knapp eine Medaille. Anschliessend gingen die beiden auch bei der Weltmeisterschaft an den Start. Sie fuhren als Vierte im C-Final über die Ziellinie und belegten damit den 16. Platz.
2015 belegten Merz und Rol beim ersten Weltcup der Saison in Bled den sechsten Platz im A-Final. Bei der Europameisterschaft verpassten sie es, sich für den A-Final zu qualifizieren. Den B-Final konnten sie dann gewinnen und beendeten den Wettkampf auf dem siebten Platz. Beim zweiten Weltcup der Saison belegten die beiden den vierten Platz im B-Final und damit in der Endabrechnung Platz zehn. Auch 2015 konnte Rol Schweizer Meisterin im Doppelzweier werden. Eine Woche später starteten Merz und Rol auch beim dritten Weltcup der Saison in Luzern. Dieses Mal belegten die beiden den sechsten Platz im B-Final, womit sie am Ende Platz 12 erreichten. Bei der U23-Weltmeisterschaft konnten sie dieses Mal hinter den Booten aus Neuseeland und China die Bronzemedaille gewinnen. Zum Abschluss der Saison starteten sie noch bei der Weltmeisterschaft im Leichtgewichts-Doppelzweier. Wie im Vorjahr belegten sie den vierten Platz im C-Final und damit insgesamt Platz 16. Im Jahr 2016 starteten sie beim ersten Weltcup der Saison in Varese. Die beiden belegten den fünften Platz im B-Final, womit sie am Ende Elfte wurden. Bei den Europameisterschaften wurden sie Vierte und verpassten damit knapp die Medaillenränge. Anschliessend traten sie bei der Finalen Qualifikationsregatta für die Olympischen Sommerspiele 2016 an. Mit dem fünften Platz verpassten sie die beiden Qualifikationsplätze aber deutlich. In Luzern beim zweiten Weltcup der Saison konnten die beiden den vierten Platz im B-Final erreichen und damit insgesamt Platz 10. Beim dritten Weltcup in Posen gelang ihnen erneut eine Verbesserung, als sie im B-Final als Zweite über die Ziellinie fuhren und damit den achten Platz belegten. Eine Woche später gewann Rol dieses Jahr bei den Schweizer Meisterschaften nicht nur erneut den Titel im Doppelzweier, sondern auch im Doppelvierer.
2017 startete sie mit Pauline Delacroix im Leichtgewichts-Doppelzweier bei der Europameisterschaft. Die beiden belegten den dritten Platz im B-Final und wurden damit Neunte. Anschliessend wurde sie erneut Schweizer Meisterin im Doppelzweier. Beim dritten Weltcup in Luzern startete sie wieder mit Pauline Delacroix im Leichtgewichts-Doppelzweier. Dieses Mal belegten sie den vierten Platz im A-Final. Zum Abschluss der Saison gingen sie auch bei der Weltmeisterschaft an den Start. Dort fuhren sie als Zweite im C-Final über die Ziellinie und belegten damit den 14. Platz. Zur Saison 2018 wechselte sie wieder mit Patricia Merz in den Leichtgewichts-Doppelzweier. Beim ersten Weltcup in Belgrad belegten sie dann den fünften Platz im A-Final. Beim zweiten Weltcup ging es für die beiden noch weiter nach vorne. Allerdings verloren sie den Endspurt gegen das Boot aus Rumänien und landeten mit zwei Hundertstelsekunden Rückstand auf dem vierten Platz. Anfang Juli konnte Rol zum fünften Mal in Folge Schweizer Meisterin im Doppelzweier werden. Eine Woche später gelang es dann Merz und Rol beim dritten Weltcup, im heimischen Luzern, die Bronzemedaille zu gewinnen und damit zum ersten Mal eine Medaille auf internationalem Spitzenniveau im Leichtgewichts-Doppelzweier zu holen. Im August konnten sie auch bei der Europameisterschaft in Glasgow die Bronzemedaille gewinnen, hinter den Booten aus den Niederlanden und Polen. Bei der Weltmeisterschaft verpassten die beiden mit dem vierten Platz die Medaillenränge.
2019 konnten sie bei der Europameisterschaft erneut die Bronzemedaille gewinnen, dieses Mal hinter den Booten aus Weissrussland und Frankreich. Beim zweiten Weltcup der Saison in Posen verpassten sie es, sich für den A-Final zu qualifizieren. Da sie aber den B-Final gewinnen konnten, beendeten sie die Regatta auf dem siebten Platz. Anfang Juli gewann sie den Titel im Leichtgewichts-Einer bei der Schweizer Meisterschaft. Beim dritten Weltcup der Saison in Rotterdam startete sie wieder mit Patricia Merz im Leichtgewichts-Doppelzweier. Die beiden gewannen die Bronzemedaille hinter den Neuseeländerinnen und Niederländerinnen. Bei der Weltmeisterschaft verpassten sie als Vierte im Halbfinal knapp die Qualifikation für den A-Final. Im B-Final lief es dann gar nicht gut für die beiden, und so fuhren sie als fünftes Boot über die Ziellinie, was am Ende Platz 11 bedeutete. Mit dem schlechtesten Rennen seit langer Zeit, zum ungünstigsten Zeitpunkt, verpassten sie die Qualifikation für die Olympischen Sommerspiele 2020. Nachdem 2020 der Grossteil der Saison abgesagt worden war, konnte sie im Herbst ihren Titel im Leichtgewichts-Einer bei der Schweizer Meisterschaft verteidigen. Anschliessend starteten Merz und Rol im Leichtgewichts-Doppelzweier bei der Europameisterschaft in Posen. Erneut verpassten sie es, als Vierte des Halbfinals, sich für den A-Final zu qualifizieren. Dieses Mal konnten sie allerdings den B-Final gewinnen und damit den Wettkampf auf dem siebten Platz beenden. Im Mai 2021 gingen Merz und Rol in Luzern bei der Finalen Qualifikationsregatta für die Olympischen Sommerspiele 2020 an den Start. Die beiden konnten sich für den Final qualifizieren, in dem sie am Ende den zweiten Platz belegten. Da sich die ersten drei Plätze für die Ruderregatta in Tokio qualifizierten, gelang ihnen damit die Qualifikation für den Wettbewerb im Leichtgewichts-Doppelzweier bei den Olympischen Spielen. Dort belegten die Schweizerinnen als Siegerinnen im B-Final den siebten Platz.

## Internationale Erfolge
- 2011: 8. Platz Junioren-Weltmeisterschaften im Doppelvierer
- 2012: 6. Platz U23-Weltmeisterschaften im Leichtgewichts-Doppelzweier
- 2013: 9. Platz Europameisterschaften im Leichtgewichts-Doppelzweier
- 2013: 6. Platz U23-Weltmeisterschaften im Leichtgewichts-Doppelzweier
- 2014: 9. Platz Europameisterschaften im Leichtgewichts-Doppelzweier
- 2014: 4. Platz U23-Weltmeisterschaften im Leichtgewichts-Doppelzweier
- 2014: 16. Platz Weltmeisterschaften im Leichtgewichts-Doppelzweier
- 2015: 7. Platz Europameisterschaften im Leichtgewichts-Doppelzweier
- 2015: Bronzemedaille U23-Weltmeisterschaften im Leichtgewichts-Doppelzweier
- 2015: 16. Platz Weltmeisterschaften im Leichtgewichts-Doppelzweier
- 2016: 4. Platz Europameisterschaften im Leichtgewichts-Doppelzweier
- 2017: 9. Platz Europameisterschaften im Leichtgewichts-Doppelzweier
- 2017: 14. Platz Weltmeisterschaften im Leichtgewichts-Doppelzweier
- 2018: Bronzemedaille Europameisterschaften im Leichtgewichts-Doppelzweier
- 2018: 4. Platz Weltmeisterschaften im Leichtgewichts-Doppelzweier
- 2019: Bronzemedaille Europameisterschaften im Leichtgewichts-Doppelzweier
- 2019: 11. Platz Weltmeisterschaften im Leichtgewichts-Doppelzweier
- 2020: 7. Platz Europameisterschaften im Leichtgewichts-Doppelzweier
- 2021: 7. Platz Olympische Spiele im Leichtgewichts-Doppelzweier

## Berufsweg
Frédérique Rol erwarb einen Bachelor in Publizistik und Kommunikation an der Universität Zürich. Anschliessend machte sie einen Master-Abschluss in Business Administration an der Hochschule Luzern.